# Eupithecia concremata
Eupithecia concremata är en fjärilsart som beskrevs av Karl Dietze 1908. Eupithecia concremata ingår i släktet Eupithecia och familjen mätare. Inga underarter finns listade i Catalogue of Life.